# Liste der Kulturdenkmale in Naußlitz (Dresden)
In der Liste der Kulturdenkmale in Naußlitz sind die Kulturdenkmale aufgeführt, die sich in der Dresdner Gemarkung Naußlitz befinden. Die Liste orientiert sich an den Angaben des Themenstadtplans der Stadt Dresden, der sämtliche bis Januar 2006 vom Landesamt für Denkmalpflege Sachsen erfassten Kulturdenkmale verzeichnet. Anteilig in der Gemarkung Naußlitz liegt das Denkmalschutzgebiet Löbtau (in Kraft gesetzt am 21. Januar 2000).

## Legende
- Bild: Bild des Kulturdenkmals, ggf. zusätzlich mit einem Link zu weiteren Fotos des Kulturdenkmals im Medienarchiv Wikimedia Commons. Wenn man auf das Kamerasymbol klickt, können Fotos zu Kulturdenkmalen aus dieser Liste hochgeladen werden:
- Bezeichnung: Denkmalgeschützte Objekte und ggf. Bauwerksname des Kulturdenkmals
- Lage: Straßenname und Hausnummer oder Flurstücknummer des Kulturdenkmals. Die Grundsortierung der Liste erfolgt nach dieser Adresse. Der Link (Karte) führt zu verschiedenen Kartendiensten mit der Position des Kulturdenkmals. Fehlt dieser Link, wurden die Koordinaten noch nicht eingetragen. Sind diese bekannt, können sie über ein Tool mit einer Kartenansicht einfach nachgetragen werden. In dieser Kartenansicht sind Kulturdenkmale ohne Koordinaten mit einem roten bzw. orangen Marker dargestellt und können durch Verschieben auf die richtige Position in der Karte mit Koordinaten versehen werden. Kulturdenkmale ohne Bild sind an einem blauen bzw. roten Marker erkennbar.
- Datierung: Baubeginn, Fertigstellung, Datum der Erstnennung oder grobe zeitliche Einordnung entsprechend des Eintrags in der sächsischen Denkmaldatenbank
- Beschreibung: Kurzcharakteristik des Kulturdenkmals entsprechend des Eintrags in der sächsischen Denkmaldatenbank, ggf. ergänzt durch die dort nur selten veröffentlichten Erfassungstexte oder zusätzliche Informationen
- ID: Vom Landesamt für Denkmalpflege Sachsen vergebene, das Kulturdenkmal eindeutig identifizierende Objekt-Nummer. Der Link führt zum PDF-Denkmaldokument des Landesamtes für Denkmalpflege Sachsen. Bei ehemaligen Kulturdenkmalen können die Objektnummern unbekannt sein und deshalb fehlen bzw. die Links von aus der Datenbank entfernten Objektnummern ins Leere führen. Ein ggf. vorhandenes Icon  führt zu den Angaben des Kulturdenkmals bei Wikidata.

## Denkmalliste
| Bild           | Bezeichnung | Lage                                          | Datierung                                                                                | Beschreibung | ID       |
| -------------- | --- | --------------------------------------------- | ---------------------------------------------------------------------------------------- | --- | -------- |
| Weitere Bilder | Holzhaussiedlung Dresden-Naußlitz: Doppelwohnhaus mit Einfriedung in offener Bebauung                                         | Alfred-Thiele-Straße 1; 3 (Karte)             | 1926/1928 (Doppelwohnhaus)                                                               | Teil einer charakteristischen Holzhaussiedlung der 1920er Jahre vom Verein Siedlungsheim Dresden-Naußlitz, von exemplarischem Wert für die Bestrebungen der Siedlungs- und Heimstättenbewegung zur Zeit der Weimarer Republik preiswert und solide gestaltete Wohnhäuser auch in Fertigteilbauweise anzubieten, Ausführung weitgehend durch die bekannte Holzbaufirma Christoph & Unmack aus Niesky, baugeschichtlich, stadtentwicklungsgeschichtlich und sozialgeschichtlich von Belang | 09214068 |
| Weitere Bilder | Holzhaussiedlung Dresden-Naußlitz: Doppelwohnhaus (Alfred-Thiele-Straße 2 und Altnaußlitz 8d) in offener Bebauung und Ecklage | Alfred-Thiele-Straße 2 (Karte)                | 1926/1928 (Doppelwohnhaus)                                                               | Teil einer charakteristischen Holzhaussiedlung der 1920er Jahre vom Verein Siedlungsheim Dresden-Naußlitz, von exemplarischem Wert für die Bestrebungen der Siedlungs- und Heimstättenbewegung zur Zeit der Weimarer Republik preiswert und solide gestaltete Wohnhäuser auch in Fertigteilbauweise anzubieten, Ausführung weitgehend durch die bekannte Holzbaufirma Christoph & Unmack aus Niesky, baugeschichtlich, stadtentwicklungsgeschichtlich und sozialgeschichtlich von Belang | 09214098 |
| Weitere Bilder | Holzhaussiedlung Dresden-Naußlitz: Doppelwohnhaus mit Einfriedung in offener Bebauung                                         | Alfred-Thiele-Straße 4; 6 (Karte)             | 1926/1928 (Doppelwohnhaus)                                                               | Teil einer charakteristischen Holzhaussiedlung der 1920er Jahre vom Verein Siedlungsheim Dresden-Naußlitz, von exemplarischem Wert für die Bestrebungen der Siedlungs- und Heimstättenbewegung zur Zeit der Weimarer Republik preiswert und solide gestaltete Wohnhäuser auch in Fertigteilbauweise anzubieten, Ausführung weitgehend durch die bekannte Holzbaufirma Christoph & Unmack aus Niesky, baugeschichtlich, stadtentwicklungsgeschichtlich und sozialgeschichtlich von Belang | 09214069 |
| Weitere Bilder | Holzhaussiedlung Dresden-Naußlitz: Doppelwohnhaus in offener Bebauung, mit Einfriedung (Nr. 5)                                | Alfred-Thiele-Straße 5; 7 (Karte)             | 1926/1928 (Doppelwohnhaus)                                                               | Teil einer charakteristischen Holzhaussiedlung der 1920er Jahre vom Verein Siedlungsheim Dresden-Naußlitz, von exemplarischem Wert für die Bestrebungen der Siedlungs- und Heimstättenbewegung zur Zeit der Weimarer Republik preiswert und solide gestaltete Wohnhäuser auch in Fertigteilbauweise anzubieten, Ausführung weitgehend durch die bekannte Holzbaufirma Christoph & Unmack aus Niesky, baugeschichtlich, stadtentwicklungsgeschichtlich und sozialgeschichtlich von Belang | 09214070 |
| Weitere Bilder | Holzhaussiedlung Dresden-Naußlitz: Doppelwohnhaus in offener Bebauung                                                         | Alfred-Thiele-Straße 9; 11 (Karte)            | 1926/1928 (Doppelwohnhaus)                                                               | Teil einer charakteristischen Holzhaussiedlung der 1920er Jahre vom Verein Siedlungsheim Dresden-Naußlitz, von exemplarischem Wert für die Bestrebungen der Siedlungs- und Heimstättenbewegung zur Zeit der Weimarer Republik preiswert und solide gestaltete Wohnhäuser auch in Fertigteilbauweise anzubieten, Ausführung weitgehend durch die bekannte Holzbaufirma Christoph & Unmack aus Niesky, baugeschichtlich, stadtentwicklungsgeschichtlich und sozialgeschichtlich von Belang | 09214072 |
| Weitere Bilder | Holzhaussiedlung Dresden-Naußlitz: Doppelwohnhaus in offener Bebauung                                                         | Alfred-Thiele-Straße 10; 12 (Karte)           | 1926/1928 (Doppelwohnhaus)                                                               | Teil einer charakteristischen Holzhaussiedlung der 1920er Jahre vom Verein Siedlungsheim Dresden-Naußlitz, von exemplarischem Wert für die Bestrebungen der Siedlungs- und Heimstättenbewegung zur Zeit der Weimarer Republik preiswert und solide gestaltete Wohnhäuser auch in Fertigteilbauweise anzubieten, Ausführung weitgehend durch die bekannte Holzbaufirma Christoph & Unmack aus Niesky, baugeschichtlich, stadtentwicklungsgeschichtlich und sozialgeschichtlich von Belang | 09214071 |
| Weitere Bilder | Holzhaussiedlung Dresden-Naußlitz: Doppelwohnhaus in offener Bebauung                                                         | Alfred-Thiele-Straße 13; 13b (Karte)          | 1926/1928 (Doppelwohnhaus)                                                               | Teil einer charakteristischen Holzhaussiedlung der 1920er Jahre vom Verein Siedlungsheim Dresden-Naußlitz, von exemplarischem Wert für die Bestrebungen der Siedlungs- und Heimstättenbewegung zur Zeit der Weimarer Republik preiswert und solide gestaltete Wohnhäuser auch in Fertigteilbauweise anzubieten, Ausführung weitgehend durch die bekannte Holzbaufirma Christoph & Unmack aus Niesky, baugeschichtlich, stadtentwicklungsgeschichtlich und sozialgeschichtlich von Belang | 09214073 |
| Weitere Bilder | Holzhaussiedlung Dresden-Naußlitz: Doppelwohnhaus in offener Bebauung                                                         | Alfred-Thiele-Straße 18; 20 (Karte)           | 1926/1928 (Doppelwohnhaus)                                                               | Teil einer charakteristischen Holzhaussiedlung der 1920er Jahre vom Verein Siedlungsheim Dresden-Naußlitz, von exemplarischem Wert für die Bestrebungen der Siedlungs- und Heimstättenbewegung zur Zeit der Weimarer Republik preiswert und solide gestaltete Wohnhäuser auch in Fertigteilbauweise anzubieten, Ausführung weitgehend durch die bekannte Holzbaufirma Christoph & Unmack aus Niesky, baugeschichtlich, stadtentwicklungsgeschichtlich und sozialgeschichtlich von Belang | 09214074 |
| Weitere Bilder | Holzhaussiedlung Dresden-Naußlitz: Doppelwohnhaus in offener Bebauung                                                         | Alfred-Thiele-Straße 19; 21 (Karte)           | 1926/1928 (Doppelwohnhaus)                                                               | Teil einer charakteristischen Holzhaussiedlung der 1920er Jahre vom Verein Siedlungsheim Dresden-Naußlitz, von exemplarischem Wert für die Bestrebungen der Siedlungs- und Heimstättenbewegung zur Zeit der Weimarer Republik preiswert und solide gestaltete Wohnhäuser auch in Fertigteilbauweise anzubieten, Ausführung weitgehend durch die bekannte Holzbaufirma Christoph & Unmack aus Niesky, baugeschichtlich, stadtentwicklungsgeschichtlich und sozialgeschichtlich von Belang | 09214075 |
|                | Holzhaussiedlung Dresden-Naußlitz: Doppelwohnhaus mit Einfriedung in offener Bebauung                                         | Alfred-Thiele-Straße 23; 25 (Karte)           | 1926/1928 (Doppelwohnhaus)                                                               | Teil einer charakteristischen Holzhaussiedlung der 1920er Jahre vom Verein Siedlungsheim Dresden-Naußlitz, von exemplarischem Wert für die Bestrebungen der Siedlungs- und Heimstättenbewegung zur Zeit der Weimarer Republik preiswert und solide gestaltete Wohnhäuser auch in Fertigteilbauweise anzubieten, Ausführung weitgehend durch die bekannte Holzbaufirma Christoph & Unmack aus Niesky, baugeschichtlich, stadtentwicklungsgeschichtlich und sozialgeschichtlich von Belang | 09214076 |
|                | Holzhaussiedlung Dresden-Naußlitz: Doppelwohnhaus mit Einfriedung (Nr. 27) in offener Bebauung                                | Alfred-Thiele-Straße 27; 29 (Karte)           | 1926/1928 (Doppelwohnhaus)                                                               | Teil einer charakteristischen Holzhaussiedlung der 1920er Jahre vom Verein Siedlungsheim Dresden-Naußlitz, von exemplarischem Wert für die Bestrebungen der Siedlungs- und Heimstättenbewegung zur Zeit der Weimarer Republik preiswert und solide gestaltete Wohnhäuser auch in Fertigteilbauweise anzubieten, Ausführung weitgehend durch die bekannte Holzbaufirma Christoph & Unmack aus Niesky, baugeschichtlich, stadtentwicklungsgeschichtlich und sozialgeschichtlich von Belang | 09214079 |
| Weitere Bilder | Holzhaussiedlung Dresden-Naußlitz: Doppelwohnhaus in offener Bebauung                                                         | Alfred-Thiele-Straße 30; 32 (Karte)           | 1926/1928 (Doppelwohnhaus)                                                               | Teil einer charakteristischen Holzhaussiedlung der 1920er Jahre vom Verein Siedlungsheim Dresden-Naußlitz, von exemplarischem Wert für die Bestrebungen der Siedlungs- und Heimstättenbewegung zur Zeit der Weimarer Republik preiswert und solide gestaltete Wohnhäuser auch in Fertigteilbauweise anzubieten, Ausführung weitgehend durch die bekannte Holzbaufirma Christoph & Unmack aus Niesky, baugeschichtlich, stadtentwicklungsgeschichtlich und sozialgeschichtlich von Belang | 09214077 |
|                | Holzhaussiedlung Dresden-Naußlitz: Doppelwohnhaus in offener Bebauung                                                         | Alfred-Thiele-Straße 31; 33 (Karte)           | 1926/1928 (Doppelwohnhaus)                                                               | Teil einer charakteristischen Holzhaussiedlung der 1920er Jahre vom Verein Siedlungsheim Dresden-Naußlitz, von exemplarischem Wert für die Bestrebungen der Siedlungs- und Heimstättenbewegung zur Zeit der Weimarer Republik preiswert und solide gestaltete Wohnhäuser auch in Fertigteilbauweise anzubieten, Ausführung weitgehend durch die bekannte Holzbaufirma Christoph & Unmack aus Niesky, baugeschichtlich, stadtentwicklungsgeschichtlich und sozialgeschichtlich von Belang | 09214080 |
|                | Holzhaussiedlung Dresden-Naußlitz: Doppelwohnhaus mit Einfriedung in offener Bebauung und Ecklage                             | Alfred-Thiele-Straße 34; 34b (Karte)          | 1926/1928 (Doppelwohnhaus)                                                               | Teil einer charakteristischen Holzhaussiedlung der 1920er Jahre vom Verein Siedlungsheim Dresden-Naußlitz, von exemplarischem Wert für die Bestrebungen der Siedlungs- und Heimstättenbewegung zur Zeit der Weimarer Republik preiswert und solide gestaltete Wohnhäuser auch in Fertigteilbauweise anzubieten, Ausführung weitgehend durch die bekannte Holzbaufirma Christoph & Unmack aus Niesky, baugeschichtlich, stadtentwicklungsgeschichtlich und sozialgeschichtlich von Belang | 09214078 |
|                | Holzhaussiedlung Dresden-Naußlitz: Doppelwohnhaus mit Einfriedung in offener Bebauung                                         | Alfred-Thiele-Straße 39; 41 (Karte)           | 1926/1928 (Doppelwohnhaus)                                                               | Teil einer charakteristischen Holzhaussiedlung der 1920er Jahre vom Verein Siedlungsheim Dresden-Naußlitz, von exemplarischem Wert für die Bestrebungen der Siedlungs- und Heimstättenbewegung zur Zeit der Weimarer Republik preiswert und solide gestaltete Wohnhäuser auch in Fertigteilbauweise anzubieten, Ausführung weitgehend durch die bekannte Holzbaufirma Christoph & Unmack aus Niesky, baugeschichtlich, stadtentwicklungsgeschichtlich und sozialgeschichtlich von Belang | 09214081 |
|                | Holzhaussiedlung Dresden-Naußlitz: Doppelwohnhaus in offener Bebauung                                                         | Alfred-Thiele-Straße 44; 46 (Karte)           | 1926/1928 (Doppelwohnhaus)                                                               | Teil einer charakteristischen Holzhaussiedlung der 1920er Jahre vom Verein Siedlungsheim Dresden-Naußlitz, von exemplarischem Wert für die Bestrebungen der Siedlungs- und Heimstättenbewegung zur Zeit der Weimarer Republik preiswert und solide gestaltete Wohnhäuser auch in Fertigteilbauweise anzubieten, Ausführung weitgehend durch die bekannte Holzbaufirma Christoph & Unmack aus Niesky, baugeschichtlich, stadtentwicklungsgeschichtlich und sozialgeschichtlich von Belang | 09210966 |
| Weitere Bilder | Holzhaussiedlung Dresden-Naußlitz: Doppelwohnhaus in offener Bebauung                                                         | Alfred-Thiele-Straße 51; 53 (Karte)           | 1926/1928 (Doppelwohnhaus)                                                               | Teil einer charakteristischen Holzhaussiedlung der 1920er Jahre vom Verein Siedlungsheim Dresden-Naußlitz, von exemplarischem Wert für die Bestrebungen der Siedlungs- und Heimstättenbewegung zur Zeit der Weimarer Republik preiswert und solide gestaltete Wohnhäuser auch in Fertigteilbauweise anzubieten, Ausführung weitgehend durch die bekannte Holzbaufirma Christoph & Unmack aus Niesky, baugeschichtlich, stadtentwicklungsgeschichtlich und sozialgeschichtlich von Belang | 09214082 |
| Weitere Bilder | Holzhaussiedlung Dresden-Naußlitz: Doppelwohnhaus mit Einfriedung in offener Bebauung                                         | Alfred-Thiele-Straße 52; 54 (Karte)           | 1926/1928 (Doppelwohnhaus)                                                               | Teil einer charakteristischen Holzhaussiedlung der 1920er Jahre vom Verein Siedlungsheim Dresden-Naußlitz, von exemplarischem Wert für die Bestrebungen der Siedlungs- und Heimstättenbewegung zur Zeit der Weimarer Republik preiswert und solide gestaltete Wohnhäuser auch in Fertigteilbauweise anzubieten, Ausführung weitgehend durch die bekannte Holzbaufirma Christoph & Unmack aus Niesky, baugeschichtlich, stadtentwicklungsgeschichtlich und sozialgeschichtlich von Belang | 09214083 |
|                | Holzhaussiedlung Dresden-Naußlitz: Wohnhaus (vorderer Teil) mit Einfriedung in offener Bebauung                               | Alfred-Thiele-Straße 56 (Karte)               | 1928/1934 (Einfamilienwohnhaus)                                                          | Teil einer charakteristischen Holzhaussiedlung der 1920er Jahre vom Verein Siedlungsheim Dresden-Naußlitz, von exemplarischem Wert für die Bestrebungen der Siedlungs- und Heimstättenbewegung zur Zeit der Weimarer Republik preiswert und solide gestaltete Wohnhäuser auch in Fertigteilbauweise anzubieten, Ausführung weitgehend durch die bekannte Holzbaufirma Christoph & Unmack aus Niesky, baugeschichtlich, stadtentwicklungsgeschichtlich und sozialgeschichtlich von Belang | 09214084 |
|                | Toranlage eines ehemaligen Dreiseithofes                                                                                      | Altnaußlitz 6; 6c (Karte)                     | bezeichnet 1838 (Toreinfahrt)                                                            | als Teil des historischen Dorfkerns von Naußlitz baugeschichtlich und ortsgeschichtlich von Bedeutung | 09210964 |
|                | Toranlage eines ehemaligen Bauernhofes                                                                                        | Altnaußlitz 7 (Karte)                         | bezeichnet 1715 (Toreinfahrt)                                                            | als Teil des historischen Dorfkerns von Naußlitz baugeschichtlich und ortsgeschichtlich von Bedeutung | 09210965 |
|                | Holzhaussiedlung Dresden-Naußlitz: Doppelwohnhaus in offener Bebauung                                                         | Altnaußlitz 8; 8b (Karte)                     | 1926/1928 (Doppelwohnhaus)                                                               | Teil einer charakteristischen Holzhaussiedlung der 1920er Jahre vom Verein Siedlungsheim Dresden-Naußlitz, von exemplarischem Wert für die Bestrebungen der Siedlungs- und Heimstättenbewegung zur Zeit der Weimarer Republik preiswert und solide gestaltete Wohnhäuser auch in Fertigteilbauweise anzubieten, Ausführung weitgehend durch die bekannte Holzbaufirma Christoph & Unmack aus Niesky, baugeschichtlich, stadtentwicklungsgeschichtlich und sozialgeschichtlich von Belang | 09214096 |
| Weitere Bilder | Holzhaussiedlung Dresden-Naußlitz: Doppelwohnhaus (Alfred-Thiele-Straße 2 und Altnaußlitz 8d) in offener Bebauung und Ecklage | Altnaußlitz 8d (Karte)                        | 1926/1928 (Doppelwohnhaus)                                                               | Teil einer charakteristischen Holzhaussiedlung der 1920er Jahre vom Verein Siedlungsheim Dresden-Naußlitz, von exemplarischem Wert für die Bestrebungen der Siedlungs- und Heimstättenbewegung zur Zeit der Weimarer Republik preiswert und solide gestaltete Wohnhäuser auch in Fertigteilbauweise anzubieten, Ausführung weitgehend durch die bekannte Holzbaufirma Christoph & Unmack aus Niesky, baugeschichtlich, stadtentwicklungsgeschichtlich und sozialgeschichtlich von Belang | 09214098 |
|                | Zwei Wohnhäuser und das Seitengebäude eines ehemaligen Bauernhofes                                                            | Altnaußlitz 10 (Karte)                        | 1857 bezeichnet am Haupthaus (Bauernhaus)                                                | repräsentatives und bedeutendstes Gehöft von Altnaußlitz, Haupthaus mit Erkern, Seitengebäude mit Kumthalle und Uhrtürmchen, heute Wohnanlage, als Zeugnis ländlicher Architektur und Bauweise und Teil des historischen Dorfkerns von Naußlitz baugeschichtlich und ortsgeschichtlich von Bedeutung | 09210963 |
|                | Wohnhaus und Anbau eines ehemaligen Dreiseithofes                                                                             | Altnaußlitz 11 (Karte)                        | bezeichnet 1787 an ehem. Pforte (Bauernhaus)                                             | Datierung 1782 an der mittlerweile abgetragenen Pforte, später in Besitz der Familie Baumann und 1914 Gründung einer Firma auf dem Gelände zur Herstellung von Schuheinlagen, als Zeugnis des einstigen Firmenstandortes und Teil des historischen Dorfkerns von Naußlitz baugeschichtlich und ortsgeschichtlich von Bedeutung | 09210962 |
|                | Holzhaussiedlung Dresden-Naußlitz: Doppelwohnhaus mit Einfriedung in offener Bebauung                                         | Binger Straße 2; 4 (Karte)                    | 1926/1928 (Doppelwohnhaus)                                                               | Teil einer charakteristischen Holzhaussiedlung der 1920er Jahre vom Verein Siedlungsheim Dresden-Naußlitz, von exemplarischem Wert für die Bestrebungen der Siedlungs- und Heimstättenbewegung zur Zeit der Weimarer Republik preiswert und solide gestaltete Wohnhäuser auch in Fertigteilbauweise anzubieten, Ausführung weitgehend durch die bekannte Holzbaufirma Christoph & Unmack aus Niesky, baugeschichtlich, stadtentwicklungsgeschichtlich und sozialgeschichtlich von Belang | 09214089 |
|                | Holzhaussiedlung Dresden-Naußlitz: Doppelwohnhaus mit Einfriedung in offener Bebauung                                         | Binger Straße 6; 8 (Karte)                    | 1926/1928 (Doppelwohnhaus)                                                               | Teil einer charakteristischen Holzhaussiedlung der 1920er Jahre vom Verein Siedlungsheim Dresden-Naußlitz, von exemplarischem Wert für die Bestrebungen der Siedlungs- und Heimstättenbewegung zur Zeit der Weimarer Republik preiswert und solide gestaltete Wohnhäuser auch in Fertigteilbauweise anzubieten, Ausführung weitgehend durch die bekannte Holzbaufirma Christoph & Unmack aus Niesky, baugeschichtlich, stadtentwicklungsgeschichtlich und sozialgeschichtlich von Belang | 09214090 |
|                | Holzhaussiedlung Dresden-Naußlitz: Doppelwohnhaus mit Einfriedung (Nr. 16) in offener Bebauung und Ecklage                    | Binger Straße 14; 16 (Karte)                  | 1926/1928 (Doppelwohnhaus)                                                               | Teil einer charakteristischen Holzhaussiedlung der 1920er Jahre vom Verein Siedlungsheim Dresden-Naußlitz, von exemplarischem Wert für die Bestrebungen der Siedlungs- und Heimstättenbewegung zur Zeit der Weimarer Republik preiswert und solide gestaltete Wohnhäuser auch in Fertigteilbauweise anzubieten, Ausführung weitgehend durch die bekannte Holzbaufirma Christoph & Unmack aus Niesky, baugeschichtlich, stadtentwicklungsgeschichtlich und sozialgeschichtlich von Belang | 09214092 |
|                | Holzhaussiedlung Dresden-Naußlitz: Wohnhaus in offener Bebauung                                                               | Burgwartstraße 19 (Karte)                     | 1928/1934 (Einfamilienwohnhaus)                                                          | Teil einer charakteristischen Holzhaussiedlung der 1920er Jahre vom Verein Siedlungsheim Dresden-Naußlitz, von exemplarischem Wert für die Bestrebungen der Siedlungs- und Heimstättenbewegung zur Zeit der Weimarer Republik preiswert und solide gestaltete Wohnhäuser auch in Fertigteilbauweise anzubieten, Ausführung weitgehend durch die bekannte Holzbaufirma Christoph & Unmack aus Niesky, baugeschichtlich, stadtentwicklungsgeschichtlich und sozialgeschichtlich von Belang | 09214101 |
| Weitere Bilder | Holzhaussiedlung Dresden-Naußlitz: Wohnhaus mit Einfriedung in offener Bebauung                                               | Burgwartstraße 41 (Karte)                     | 1928/1934 (Einfamilienwohnhaus)                                                          | Teil einer charakteristischen Holzhaussiedlung der 1920er Jahre vom Verein Siedlungsheim Dresden-Naußlitz, von exemplarischem Wert für die Bestrebungen der Siedlungs- und Heimstättenbewegung zur Zeit der Weimarer Republik preiswert und solide gestaltete Wohnhäuser auch in Fertigteilbauweise anzubieten, Ausführung weitgehend durch die bekannte Holzbaufirma Christoph & Unmack aus Niesky, baugeschichtlich, stadtentwicklungsgeschichtlich und sozialgeschichtlich von Belang | 09214100 |
| Weitere Bilder | Holzhaussiedlung Dresden-Naußlitz: Wohnhaus in offener Bebauung                                                               | Burgwartstraße 43 (Karte)                     | 1928/1934 (Einfamilienwohnhaus)                                                          | Teil einer charakteristischen Holzhaussiedlung der 1920er Jahre vom Verein Siedlungsheim Dresden-Naußlitz, von exemplarischem Wert für die Bestrebungen der Siedlungs- und Heimstättenbewegung zur Zeit der Weimarer Republik preiswert und solide gestaltete Wohnhäuser auch in Fertigteilbauweise anzubieten, Ausführung weitgehend durch die bekannte Holzbaufirma Christoph & Unmack aus Niesky, baugeschichtlich, stadtentwicklungsgeschichtlich und sozialgeschichtlich von Belang | 09214099 |
|                | Doppelmietshaus in offener Bebauung und Ecklage, mit Einfriedung                                                              | Emil-Ueberall-Straße 43 (Karte)               | um 1910 (Doppelmietshaus)                                                                | Doppelmietshaus (Kesselsdorfer Straße 82 und Emil-Ueberall-Straße 43) in offener Bebauung und Ecklage, mit Einfriedung; repräsentativer Putzbau mit Reformstilelementen und zurückhaltendem Dekor, baugeschichtlich von Bedeutung. | 09210974 |
|                | Mietvilla | Grillenburger Straße 17 (Karte)               | bezeichnet 1895 (Mietvilla)                                                              | historisierendes Gebäude in großzügig bemessenem Gartengrundstück, dadurch Charakter einer Vorstadtvilla, für zwei oder drei Familien errichtet, dabei im Erdgeschoss nur eine Wohnung, typisches, aber auch gestalterisch anspruchsvolles Beispiel der Architektur im ausgehenden 19. Jahrhundert, markante Klinker-Sandstein-Fassade, Akzentuierung mittels Fenstereinfassungen, Eckbetonungen, farbig abgesetzte Steine, Jalousieabdeckungen usw., Sockel aus Zyklopenmauerwerk, seitlich Risalit mit Dreiecksgiebel, außen und innen weitestgehend original erhalten, im Bereich Cotta, Löbtau und Naußlitz eines der wenigen villenartigen Anwesen, baugeschichtlich und stadtentwicklungsgeschichtlich bedeutend | 09219007 |
|                | Mietshaus in offener Bebauung                                                                                                 | Grillenburger Straße 19 (Karte)               | um 1895 (Mietshaus)                                                                      | zeittypisches, historisierendes Gebäude mit Putzfassade, geprägt von Mittelrisalit, Naturstein- und Putzgliederung, baugeschichtlich und stadtentwicklungsgeschichtlich von Bedeutung | 09216646 |
|                | Mietshaus in Ecklage und offener Bebauung, mit Einfriedung                                                                    | Kesselsdorfer Straße 55 (Karte)               | um 1895 (Mietshaus)                                                                      | zeittypisches, historisierendes Gebäude mit Klinkerfassade, strukturiert von Lisenen und Klinkerfriesen, Lage durch verbrochene Ecke und Türmchen betont, baugeschichtlich und stadtentwicklungsgeschichtlich von Bedeutung | 09210947 |
|                | Mietshaus in Ecklage und offener Bebauung                                                                                     | Kesselsdorfer Straße 57 (Karte)               | um 1895 (Mietshaus)                                                                      | zeittypisches, historisierendes Gebäude mit Klinkerfassade, strukturiert von Lisenen, Eckrisalit, Natursteingliederung und Klinkerfriesen, Lage durch verbrochene Ecke und erhöhten Aufbau betont, baugeschichtlich und stadtentwicklungsgeschichtlich von Bedeutung | 09210975 |
|                | Doppelmietshaus in offener Bebauung                                                                                           | Kesselsdorfer Straße 59; 61 (Karte)           | um 1895 (Doppelmietshaus)                                                                | historisierendes Gebäude mit Klinkerfassade, geprägt von Risaliten und Klinkerfriesen, durchgehende Ladenzone im Erdgeschoss, baugeschichtlich und stadtentwicklungsgeschichtlich von Bedeutung | 09210973 |
|                | Mietshaus in Ecklage und offener Bebauung                                                                                     | Kesselsdorfer Straße 79 (Karte)               | um 1900 (Mietshaus)                                                                      | Klinkerbau mit verputztem Sockelgeschoss und Lisengliederung in den Obergeschossen, ausgebautes Mansarddach, Lage durch verbrochene Ecke und Balkone betont, baugeschichtlich und stadtentwicklungsgeschichtlich von Bedeutung | 09210978 |
|                | Straßenbahnhof Naußlitz: Wohn- und Verwaltungsgebäude, Wagenhalle sowie Einfriedung an der Wendel-Hipler-Straße               | Kesselsdorfer Straße 81 (Karte)               | 1899–1902 (Wagenhalle), vor 1920 (Erweiterung), 1902–1903 (Wohn- und Verwaltungsgebäude) | Verwaltungsgebäude in Ecklage eines der markantesten Jugendstilgebäude von Dresden, von großem baugeschichtlichen, künstlerischen und städtebaulichen Wert, Ensemble darüber hinaus als Zeugnis der Stadtentwicklung aus der Frühzeit elektrischer Straßenbahnen und damit als Zeugnis der Weiterentwicklung des Dresdner Nahverkehrsnetzes um die Wende vom 19. zum 20. Jahrhundert von verkehrsgeschichtlicher Bedeutung ehemaliger Straßenbahnhof Naußlitz, seit 2005 Geschäfts- und Wohnhaus | 09210977 |
|                | Doppelmietshaus in offener Bebauung und Ecklage, mit Einfriedung                                                              | Kesselsdorfer Straße 82 (Karte)               | um 1910 (Doppelmietshaus)                                                                | Doppelmietshaus (Kesselsdorfer Straße 82 und Emil-Ueberall-Straße 43) in offener Bebauung und Ecklage, mit Einfriedung; repräsentativer Putzbau mit Reformstilelementen und zurückhaltendem Dekor, baugeschichtlich von Bedeutung. | 09210974 |
|                | Doppelmietshaus in offener Bebauung und Ecklage                                                                               | Kesselsdorfer Straße 88 (Karte)               | um 1910 (Doppelmietshaus)                                                                | Doppelmietshaus (Kesselsdorfer Straße 88 und Lange Straße 28) in offener Bebauung und Ecklage; markantes Eckgebäude über L-förmigem Grundriss, versachlichte, aber anspruchsvolle Fassadengestaltung, geprägt von Erkern, Lisenen und Loggien, in einem Treppenhaus noch die ursprüngliche Ausstattung, baugeschichtlich bedeutend. | 09210967 |
|                | Mietshaus in offener Bebauung mit seitlicher Einfriedung                                                                      | Kesselsdorfer Straße 90 (Karte)               | 1910er Jahre (Mietshaus)                                                                 | gestalterisch markanter Wohnbau der 1910er Jahre, Obergeschosse durch Lisenengliederung und akzentuierenden Fassadenschmuck hervorgehoben, baugeschichtlich und stadtentwicklungsgeschichtlich bedeutend. | 09210968 |
|                | Villa mit Gartenlaube und Einfriedung                                                                                         | Kölner Straße 24 (Karte)                      | 1920er Jahre (Villa)                                                                     | zeittypischer 20er Jahre Villenbau mit Putzfassade und Walmdach, belebt durch variierende Erker und Holzklappläden, baugeschichtlich und stadtentwicklungsgeschichtlich bedeutend | 09214103 |
|                | Mietshaus in offener Bebauung mit Einfriedung                                                                                 | Lange Straße 26 (Karte)                       | um 1910 (Mietshaus)                                                                      | zeittypischer Putzbau mit Reformstilelementen, geprägt von Balkonen und schlichtem Putzdekor, baugeschichtlich von Bedeutung. | 09210972 |
|                | Mietshaus in offener Bebauung                                                                                                 | Lange Straße 27 (Karte)                       | um 1895 (Mietshaus)                                                                      | stadtteiltypisches Würfelhaus mit Klinkerfassade und Natursteingliederung, belebt durch farbige Klinkerakzente und Risalite, baugeschichtlich und stadtentwicklungsgeschichtlich bedeutend | 09210948 |
|                | Doppelmietshaus in offener Bebauung und Ecklage                                                                               | Lange Straße 28 (Karte)                       | um 1910 (Doppelmietshaus)                                                                | Doppelmietshaus (Kesselsdorfer Straße 88 und Lange Straße 28) in offener Bebauung und Ecklage; markantes Eckgebäude über L-förmigem Grundriss, versachlichte, aber anspruchsvolle Fassadengestaltung, geprägt von Erkern, Lisenen und Loggien, in einem Treppenhaus noch die ursprüngliche Ausstattung, baugeschichtlich bedeutend. | 09210967 |
|                | Mietshaus mit Einfriedung in offener Bebauung                                                                                 | Lange Straße 30 (Karte)                       | um 1895 (Mietshaus)                                                                      | stadtteiltypisches Würfelhaus mit Klinkerfassade und Natursteingliederung, geprägt von variierenden Fensterformen und Risaliten, baugeschichtlich und stadtentwicklungsgeschichtlich bedeutend | 09210949 |
|                | Mietshaus mit Einfriedung in offener Bebauung                                                                                 | Lange Straße 32 (Karte)                       | um 1895 (Mietshaus)                                                                      | stadtteiltypisches Würfelhaus mit Klinkerfassade und Natursteingliederung, belebt durch Jugendstilanklänge, Klinkerakzente und Risalite, baugeschichtlich und stadtentwicklungsgeschichtlich bedeutend | 09210950 |
|                | Mietshaus in offener Bebauung                                                                                                 | Lange Straße 34 (Karte)                       | um 1895 (Mietshaus)                                                                      | stadtteiltypisches Würfelhaus mit Klinkerfassade und Natursteingliederung, baugeschichtlich und stadtentwicklungsgeschichtlich bedeutend | 09210951 |
|                | Mietshaus mit Einfriedung in offener Bebauung                                                                                 | Lange Straße 36 (Karte)                       | um 1895 (Mietshaus)                                                                      | stadtteiltypisches Würfelhaus mit Klinkerfassade und Natursteingliederung, dominiert von Risaliten mit Treppengiebeln, baugeschichtlich und stadtentwicklungsgeschichtlich bedeutend | 09210952 |
|                | Mietshaus mit Einfriedung in offener Bebauung                                                                                 | Lange Straße 38 (Karte)                       | um 1895 (Mietshaus)                                                                      | historisierender Bau mit Klinkerfassade, Naturstein- bzw. Putzgliederung und ausgebautem Mansarddach, geprägt von kräftigen Risaliten mit variierenden Giebeln, Türmchen als Akzent auf der Schauseite, baugeschichtlich und stadtentwicklungsgeschichtlich bedeutend | 09210953 |
|                | Mietshaus in Ecklage und offener Bebauung                                                                                     | Oskar-Mai-Straße 2 (Karte)                    | um 1900 (Mietshaus)                                                                      | ehemals Restaurant Naußlitzer Höhe, historisierender Putzbau mit verbrochener Ecke und Natursteingliederung, Traufgesims mit floralem Zierfries und Konsolen, baugeschichtlich und stadtentwicklungsgeschichtlich von Bedeutung | 09210959 |
|                | Doppelwohnhaus in offener Bebauung                                                                                            | Oskar-Mai-Straße 6; 8 (Karte)                 | 1920er Jahre (Doppelwohnhaus)                                                            | zeittypischer Wohnhausbau der 1920er Jahre mit Walmdach, Klinkerfassade im Sockelgeschoss, verputzte Obergeschosse, baugeschichtlich von Bedeutung | 09210957 |
|                | Mietshaus mit Einfriedung in offener Bebauung                                                                                 | Oskar-Mai-Straße 7 (Karte)                    | um 1900 (Mietshaus)                                                                      | zeittypischer Mietshausbau der Jahrhundertwende, Putzfassade geprägt von Mittelrisaliten und Natursteingliederung, baugeschichtlich und stadtentwicklungsgeschichtlich von Bedeutung | 09210956 |
|                | Mietshaus in offener Bebauung                                                                                                 | Oskar-Mai-Straße 17 (Karte)                   | um 1900 (Mietshaus)                                                                      | zeittypischer Mietshausbau der Jahrhundertwende, Putzfassade geprägt von Putznutung im Erdgeschoss, Mittelrisaliten und zurückhaltendem Dekor, baugeschichtlich und stadtentwicklungsgeschichtlich von Bedeutung | 09210955 |
|                | Mietshaus in Ecklage und offener Bebauung                                                                                     | Pietzschstraße 11 (Karte)                     | um 1895 (Mietshaus)                                                                      | historisierender, zeittypischer Putzbau mit verbrochener Ecke und Natursteingliederung, baugeschichtlich und stadtentwicklungsgeschichtlich von Bedeutung | 09210960 |
|                | Mietshaus in Ecklage und offener Bebauung                                                                                     | Pietzschstraße 25 (Karte)                     | um 1895 (Mietshaus)                                                                      | historisierender Bau mit Klinkerfassade, verbrochener Ecke und Natursteingliederung, Akzente durch farbige Klinker, baugeschichtlich und stadtentwicklungsgeschichtlich von Bedeutung | 09210961 |
|                | Holzhaussiedlung Dresden-Naußlitz: Wohnhaus mit Einfriedung in offener Bebauung                                               | Rüdesheimer Straße 2 (Karte)                  | 1928/1934 (Einfamilienwohnhaus)                                                          | Teil einer charakteristischen Holzhaussiedlung der 1920er Jahre vom Verein Siedlungsheim Dresden-Naußlitz, von exemplarischem Wert für die Bestrebungen der Siedlungs- und Heimstättenbewegung zur Zeit der Weimarer Republik preiswert und solide gestaltete Wohnhäuser auch in Fertigteilbauweise anzubieten, Ausführung weitgehend durch die bekannte Holzbaufirma Christoph & Unmack aus Niesky, baugeschichtlich, stadtentwicklungsgeschichtlich und sozialgeschichtlich von Belang | 09214091 |
|                | Holzhaussiedlung Dresden-Naußlitz: Wohnhaus in offener Bebauung                                                               | Rüdesheimer Straße 5 (Karte)                  | 1928/1934 (Einfamilienwohnhaus)                                                          | Teil einer charakteristischen Holzhaussiedlung der 1920er Jahre vom Verein Siedlungsheim Dresden-Naußlitz, von exemplarischem Wert für die Bestrebungen der Siedlungs- und Heimstättenbewegung zur Zeit der Weimarer Republik preiswert und solide gestaltete Wohnhäuser auch in Fertigteilbauweise anzubieten, Ausführung weitgehend durch die bekannte Holzbaufirma Christoph & Unmack aus Niesky, baugeschichtlich, stadtentwicklungsgeschichtlich und sozialgeschichtlich von Belang | 09214093 |
| Weitere Bilder | Holzhaussiedlung Dresden-Naußlitz: Wohnhaus in offener Bebauung                                                               | Rüdesheimer Straße 9 (Karte)                  | 1928/1934 (Einfamilienwohnhaus)                                                          | Teil einer charakteristischen Holzhaussiedlung der 1920er Jahre vom Verein Siedlungsheim Dresden-Naußlitz, von exemplarischem Wert für die Bestrebungen der Siedlungs- und Heimstättenbewegung zur Zeit der Weimarer Republik preiswert und solide gestaltete Wohnhäuser auch in Fertigteilbauweise anzubieten, Ausführung weitgehend durch die bekannte Holzbaufirma Christoph & Unmack aus Niesky, baugeschichtlich, stadtentwicklungsgeschichtlich und sozialgeschichtlich von Belang | 09214094 |
|                | Holzhaussiedlung Dresden-Naußlitz: Doppelwohnhaus mit Einfriedung (Nr. 13) in offener Bebauung                                | Rüdesheimer Straße 11; 13 (Karte)             | 1926/1928 (Doppelwohnhaus)                                                               | Teil einer charakteristischen Holzhaussiedlung der 1920er Jahre vom Verein Siedlungsheim Dresden-Naußlitz, von exemplarischem Wert für die Bestrebungen der Siedlungs- und Heimstättenbewegung zur Zeit der Weimarer Republik preiswert und solide gestaltete Wohnhäuser auch in Fertigteilbauweise anzubieten, Ausführung weitgehend durch die bekannte Holzbaufirma Christoph & Unmack aus Niesky, baugeschichtlich, stadtentwicklungsgeschichtlich und sozialgeschichtlich von Belang | 09214095 |
|                | Wohnstallhaus, Seitengebäude mit Kumthalle, Scheune sowie Einfriedungsmauern und Toranlagen eines ehemaligen Bauernhofes      | Saalhausener Straße 51; 51a; 51b; 51c (Karte) | bezeichnet 1897 (Scheune)                                                                | baugeschichtlich und ortsgeschichtlich bedeutend | 09218228 |
|                | Wohnhaus eines ehemaligen Bauernhofes                                                                                         | Saalhausener Straße 59 (Karte)                | bez. 1793 (Wohnhaus)                                                                     | | 09210398 |
| Weitere Bilder | 38. Volksschule (ehem.); 38. Mittelschule (ehem.): Schule und Turnhalle                                                       | Saalhausener Straße 61 (Karte)                | 1899 (Schule)                                                                            | zeittypischer Schulbau vom Ende des 19. Jahrhunderts, historisierende Putzfassade mit Natursteinsockelzone und -gliederung, mittig betont von Uhrtürmchen, stadtteilgeschichtlich und baugeschichtlich von Bedeutung | 09210954 |
|                | Mietshaus in offener Bebauung und Einfriedung                                                                                 | Stollestraße 64 (Karte)                       | 1914, nach Adressbuch (Mietshaus)                                                        | zeittypischer Putzbau mit Reformstilelementen, geprägt von Türmchen, Loggien, halbrundem Erker und sparsamen Dekor, baugeschichtlich von Bedeutung. | 09210971 |
|                | Mietshaus in offener Bebauung mit Einfriedung                                                                                 | Stollestraße 66 (Karte)                       | 1915, nach Adressbuch (Mietshaus)                                                        | repräsentativer Putzbau, typische Gestaltung der Zeit um 1910 mit Reformstilelementen, baugeschichtliche Bedeutung. | 09210970 |
|                | Mietshaus in offener Bebauung und Einfriedung                                                                                 | Stollestraße 68 (Karte)                       | 1913, nach Adressbuch (Mietshaus)                                                        | charakteristischer Bau von 1913 mit Putzfassade und sparsamen Dekor, baugeschichtlich bedeutend. | 09210969 |
|                | Straßenbahnhof Naußlitz: Wohn- und Verwaltungsgebäude, Wagenhalle sowie Einfriedung an der Wendel-Hipler-Straße               | Wendel-Hipler-Straße 1 (Karte)                | 1899–1902 (Wagenhalle), vor 1920 (Erweiterung), 1902–1903 (Wohn- und Verwaltungsgebäude) | Verwaltungsgebäude in Ecklage eines der markantesten Jugendstilgebäude von Dresden, von großem baugeschichtlichen, künstlerischen und städtebaulichen Wert, Ensemble darüber hinaus als Zeugnis der Stadtentwicklung aus der Frühzeit elektrischer Straßenbahnen und damit als Zeugnis der Weiterentwicklung des Dresdner Nahverkehrsnetzes um die Wende vom 19. zum 20. Jahrhundert von verkehrsgeschichtlicher Bedeutung | 09210977 |
|                | Holzhaussiedlung Dresden-Naußlitz: Doppelwohnhaus in offener Bebauung                                                         | Wiesbadener Straße 45; 47 (Karte)             | 1926/1928 (Doppelwohnhaus)                                                               | Teil einer charakteristischen Holzhaussiedlung der 1920er Jahre vom Verein Siedlungsheim Dresden-Naußlitz, von exemplarischem Wert für die Bestrebungen der Siedlungs- und Heimstättenbewegung zur Zeit der Weimarer Republik preiswert und solide gestaltete Wohnhäuser auch in Fertigteilbauweise anzubieten, Ausführung weitgehend durch die bekannte Holzbaufirma Christoph & Unmack aus Niesky, baugeschichtlich, stadtentwicklungsgeschichtlich und sozialgeschichtlich von Belang | 09214088 |
|                | Holzhaussiedlung Dresden-Naußlitz: Doppelwohnhaus mit Einfriedung in offener Bebauung                                         | Wiesbadener Straße 49; 51 (Karte)             | 1926/1928 (Doppelwohnhaus)                                                               | Teil einer charakteristischen Holzhaussiedlung der 1920er Jahre vom Verein Siedlungsheim Dresden-Naußlitz, von exemplarischem Wert für die Bestrebungen der Siedlungs- und Heimstättenbewegung zur Zeit der Weimarer Republik preiswert und solide gestaltete Wohnhäuser auch in Fertigteilbauweise anzubieten, Ausführung weitgehend durch die bekannte Holzbaufirma Christoph & Unmack aus Niesky, baugeschichtlich, stadtentwicklungsgeschichtlich und sozialgeschichtlich von Belang | 09214087 |
|                | Holzhaussiedlung Dresden-Naußlitz: Wohnhaus mit Einfriedung in offener Bebauung                                               | Wiesbadener Straße 53 (Karte)                 | 1928/1934 (Einfamilienwohnhaus)                                                          | Teil einer charakteristischen Holzhaussiedlung der 1920er Jahre vom Verein Siedlungsheim Dresden-Naußlitz, von exemplarischem Wert für die Bestrebungen der Siedlungs- und Heimstättenbewegung zur Zeit der Weimarer Republik preiswert und solide gestaltete Wohnhäuser auch in Fertigteilbauweise anzubieten, Ausführung weitgehend durch die bekannte Holzbaufirma Christoph & Unmack aus Niesky, baugeschichtlich, stadtentwicklungsgeschichtlich und sozialgeschichtlich von Belang | 09214086 |

## Ehemalige Kulturdenkmale
| Bild | Bezeichnung                          | Lage                          | Datierung | Beschreibung | ID       |
| ---- | ------------------------------------ | ----------------------------- | --------- | ------------ | -------- |
|      | Wohnhaus mit Geschäft im Erdgeschoss | Wiesbadener Straße 55 (Karte) |           |              | 09214086 |